# Фиготин, Борис Семёнович
Борис Семёнович Фиготин (16 октября 1923, Гомель — 13 января 1998, Москва) — советский и российский композитор. Народный артист Российской Федерации (1995).

## Биография
Борис Семёнович Фиготин родился 16 октября 1923 года в Гомеле.
В 1933 году его семья перебралась в Москву, где Борис самостоятельно научился играть на аккордеоне и настолько успешно, что был приглашён в оркестр, выступающий в люберецком кинотеатре. В 1939 году мастерство молодого музыканта позволяло ему выступать на эстраде «Метрополя», наряду с оркестрами А. Цфасмана и А. Варламова.
В 1941 году Фиготин добровольцем ушёл на фронт, оставив на время музыку, к которой вернулся лишь в госпитале после ранения в 1944. После войны Б. Фиготин работал в оркестре «Джаз-аккордеон» при ЦДКЖ, его партнёрами по сцене были Ян Френкель и Владимир Шаинский. Продолжилось и профессиональное обучение в Музыкальном училище при Московской консерватории, а по его окончании (1952) и в самой консерватории у Ю. Шапорина.
В 1954 году он организовал и возглавил при ЦДРИ молодёжный эстрадный оркестр «Первый шаг». В это время раскрылся и композиторский талант музыканта его песни пели Леонид Утёсов, Клавдия Шульженко, Леонид Кострица, позднее Людмила Зыкина, Майя Кристалинская, Ирина Бржевская, Валентина Толкунова.
Помимо песен, композитор создал симфонические и камерные произведения, пьесы для оркестра народных инструментов и коллективов В. Людвиковского и Ю. Силантьева. Был занят и административной работой.
Ушёл из жизни композитор 13 января 1998 года в Москве. Похоронен в Нью-Йорке, США.

## Сочинения

### Музыкальные сочинения
- Сочинение для скрипки и фортепиано — Скерцино (1957);
- для фортепиано — Двенадцать прелюдий (1955);
- для оркестра русских народных инструментов — пьеса «Плясовая Волжская» (1956);
- для оркестра русских народных инструментов — Кумушки (1977);
- для духового оркестра — марш «Полный вперед» (1964);
- для духового оркестра — Маленькая увертюра (1972);
- для эстрадного квартета — пьеса «Мотылек» (1958);
- для трубы и эстрадного оркестра — Серенада (1963);
- для эстрадного оркестра — Эстрадный марш (1965);
- увертюра «Моя комсомолия» (1978);
- увертюра Хризантемы (1979);
- увертюра Юбилей (1980);
- увертюра Карнавал (1981);
- увертюра Веселый маршрут (1987);
- музыкальная пьеса «Давайте танцевать» (1966);
- музыкальная пьеса «Веселый праздник» (1973);
- музыка к балету на льду «Зимняя фантазия» (1959).

### Вокальные произведения

#### Романсы
- Вечерний свет звезды (автор слов — С. Щипачёв, 1961);
- Осень (автор слов — А. Пушкин, 1971);

#### Песни
- Аэропорт (автор слов — Ф. Лаубе) — исполнитель Лев Лещенко
- В наших сердцах Победа (автор слов — Ф. Лаубе) — исполнитель Иосиф Кобзон
- Где же ты, любимая моя (автор слов — И. Суслов и Ю. Будерман) — исполнитель Николай Никитский
- Дирижёры военные (автор слов — Ф. Лаубе) — исполнитель Иосиф Кобзон
- Дирижёры военные(автор слов — Ф. Лаубе) — исполнитель Эдуард Лабковский
- Купил я «Запорожец» (автор слов — Л. Куксо) — исполнитель Олег Анофриев
- Ох, трудно молчаливого любить (автор слов — Б. Южанин) — исполнитель Александра Коваленко
- Первая любовь (автор слов — О. Фадеева) — исполнитель Леонид Кострица
- Первый снег (автор слов — Е. Черных) — исполнитель Гелена Великанова
- Песня о песне (автор слов — Е. Черных) — исполнитель Лев Лещенко
- Песня о старом друге (автор слов — И. Суслов, Ю. Бидерман) — исполнитель Клавдия Шульженко
- Песня юных мечтателей (автор слов — Е. Черных) — исполнитель Лев Полосин и Борис Кузнецов
- Старый вальс (автор слов — Ю. Соснин) — исполнитель Клавдия Шульженко[4]

### Музыка к кинофильмам
- Музыка к кинофильму «Мы служим Отчизне» (1981).

## Звания и награды
- Народный артист Российской Федерации (1995);
- Заслуженный деятель искусств РСФСР (1984);
- Лауреат премии им А. Александрова (1990).